# Arnoldas Lukošius
Arnoldas Lukošius (Kurkliai, 1967. február 11. –) litván zenész.

## Élete
Zenei pályafutása 1983-ban kezdődött, amikor az egyik alapító tagja volt a Foje együttesnek. 1989-ben elhagyta a Foje-t, és a Šiaurės kryptis együttesben kezdett harmonikázni. 1991-ben az USA-ba emigrált, de egy év múlva hazatért és újra a Foje tagja lett. 1997-ben az együttes feloszlott.
Lukošius tagja volt az LT United csoportnak, amely a We Are the Winners c. dalával Litvániát képviselte a 2006-os Eurovíziós Dalfesztiválon.

## Külső hivatkozások
- Az LT United weboldala Archiválva 2007. szeptember 28-i dátummal a Wayback Machine-ben
- A Foje hivatalos weboldala Archiválva 2021. május 14-i dátummal a Wayback Machine-ben